# Jens Gustafsson
Jens Gustafsson, född 15 oktober 1978 i Helsingborg, är en svensk fotbollstränare och före detta spelare som numera är tränare för BK Häcken. Han har tidigare tränat bland annat IFK Norrköping under fem år och lett dem till stora framgångar. 
Jens Gustafsson är son till den förre allsvenske spelaren i Landskrona BoIS, Tommy "Gyxa" Gustafsson.

## Klubbkarriär
Jens Gustafsson tillhörde Helsingborgs IF:s trupp säsongen 2000. Året därpå blev han utlånad till IK Brage i Superettan, men trivdes inte i Borlänge och lämnade laget efter en säsong.
Gustafsson tillbringade därefter större delen av sin tid som fotbollsspelare i Superettan-laget Falkenbergs FF där han spelade mittback.

## Tränarkarriär
Den 5 juli 2011 utsågs han till ny huvudtränare för Halmstads BK, efter att tidigare varit verksam i klubben som ungdomstränare. Han efterträdde Josep Clotet Ruiz. 19 november 2014 ersattes Gustafsson som huvudtränare av Jan Jönsson.
Den 13 januari 2022 tog Gustafsson över som ny förbundskapten i det svenska U21-landslaget.
Den 9 maj 2022 utsågs Gustafsson till ny tränare för Pogoń Szczecin.
Den 27 december 2024 blev Gustafsson anställd som ny huvudtränare i BK Häcken.

## Klubbar

### Klubbar som spelare
- Helsingborgs IF (moderklubb)
- IK Brage (2001)
- Högaborgs BK (2002)
- Falkenbergs FF (2003–2009)

### Klubbar som tränare/ledare
- Halmstads BK (U17-tränare 2010, U21-tränare 2011, A-lagstränare juli 2011–2014)
- Sverige U21, biträdande (våren 2015)
- AIK, assisterande (2016)
- IFK Norrköping (2016–2020)
- Hajduk Split (2021)
- Sverige U21 (2022)
- Pogoń Szczecin (2022–)